# Campionato mondiale di motocross 2018
Il campionato mondiale di motocross 2018 è la sessantaduesima edizione del campionato mondiale di motocross.

## Stagione
Per quanto concerne la MXGP, il titolo è stato vinto dall'olandese Jeffrey Herlings su KTM che, vincendo 17 Gran Premi su 20, conquista il suo quarto titolo mondiale, il primo nella MXGP. Nella classe MX2, il titolo è stato vinto dallo spagnolo Jorge Prado Garcia, anch'egli su KTM e vincitore di 12 Gran Premi in stagione. In questo caso si tratta della prima affermazione iridata per il pilota iberico.
Per quanto concerne i costruttori, come accaduto nella stagione 2017, KTM vince tutti e quattro i titoli mondiali nelle due classi.

## MXGP

### Calendario
| Data         | Gran Premio    | Località            | Vincitore Gara 1 | Vincitore Gara 2 | Vincitore GP     |
| ------------ | -------------- | ------------------- | ---------------- | ---------------- | ---------------- |
| 4 marzo      | Argentina      | Neuquén             | Antonio Cairoli  | Jeffrey Herlings | Jeffrey Herlings |
| 18 marzo     | Unione europea | Valkenswaard        | Jeffrey Herlings | Jeffrey Herlings | Jeffrey Herlings |
| 25 marzo     | Spagna         | Redsand             | Antonio Cairoli  | Antonio Cairoli  | Antonio Cairoli  |
| 8 aprile     | Italia         | Pietramurata        | Jeffrey Herlings | Jeffrey Herlings | Jeffrey Herlings |
| 15 aprile    | Portogallo     | Águeda              | Jeffrey Herlings | Jeffrey Herlings | Jeffrey Herlings |
| 1º maggio    | Russia         | Orlyonok            | Clément Desalle  | Jeffrey Herlings | Clément Desalle  |
| 13 maggio    | Lettonia       | Ķegums              | Jeffrey Herlings | Jeffrey Herlings | Jeffrey Herlings |
| 20 maggio    | Germania       | Teutschenthal       | Jeffrey Herlings | Jeffrey Herlings | Jeffrey Herlings |
| 3 giugno     | Regno Unito    | Matterley Basin     | Jeffrey Herlings | Jeffrey Herlings | Jeffrey Herlings |
| 10 giugno    | Francia        | Saint-Jean-d'Angély | Jeffrey Herlings | Jeffrey Herlings | Jeffrey Herlings |
| 17 giugno    | Italia         | Ottobiano           | Antonio Cairoli  | Antonio Cairoli  | Antonio Cairoli  |
| 1º luglio    | Indonesia      | Pangkal Pinang      | Antonio Cairoli  | Jeffrey Herlings | Jeffrey Herlings |
| 8 luglio     | Indonesia      | Semarang            | Jeffrey Herlings | Jeffrey Herlings | Jeffrey Herlings |
| 22 luglio    | Rep. Ceca      | Loket               | Jeffrey Herlings | Jeffrey Herlings | Jeffrey Herlings |
| 5 agosto     | Belgio         | Lommel              | Jeffrey Herlings | Jeffrey Herlings | Jeffrey Herlings |
| 19 agosto    | Svizzera       | Frauenfeld          | Jeffrey Herlings | Jeffrey Herlings | Jeffrey Herlings |
| 26 agosto    | Bulgaria       | Sevlievo            | Jeffrey Herlings | Jeffrey Herlings | Jeffrey Herlings |
| 2 settembre  | Turchia        | Afyonkarahisar      | Jeffrey Herlings | Jeffrey Herlings | Jeffrey Herlings |
| 16 settembre | Paesi Bassi    | Assen               | Jeffrey Herlings | Jeffrey Herlings | Jeffrey Herlings |
| 30 settembre | Italia         | Imola               | Jeffrey Herlings | Jeffrey Herlings | Jeffrey Herlings |

### Classifiche finali

#### Piloti
| Pos. | Pilota              | Moto      | Punti |
| ---- | ------------------- | --------- | ----- |
| 1º   | Jeffrey Herlings    | KTM       | 933   |
| 2º   | Antonio Cairoli     | KTM       | 782   |
| 3º   | Clément Desalle     | Kawasaki  | 685   |
| 4º   | Tim Gajser          | Honda     | 669   |
| 5º   | Gautier Paulin      | Husqvarna | 574   |
| 6º   | Romain Febvre       | Yamaha    | 544   |
| 7º   | Glenn Coldenhoff    | KTM       | 534   |
| 8º   | Jeremy Seewer       | Yamaha    | 469   |
| 9º   | Jeremy Van Horebeek | Yamaha    | 433   |
| 10º  | Max Anstie          | Husqvarna | 386   |

#### Costruttori
| Pos. | Costruttore | Punti |
| ---- | ----------- | ----- |
| 1º   | KTM         | 997   |
| 2º   | Kawasaki    | 704   |
| 3º   | Yamaha      | 685   |
| 4º   | Honda       | 684   |
| 5º   | Husqvarna   | 643   |
| 6º   | Suzuki      | 289   |
| 7º   | TM          | 245   |

## MX2

### Calendario
| Data         | Gran Premio    | Località            | Vincitore Gara 1    | Vincitore Gara 2    | Vincitore GP        |
| ------------ | -------------- | ------------------- | ------------------- | ------------------- | ------------------- |
| 4 marzo      | Argentina      | Neuquén             | Pauls Jonass        | Pauls Jonass        | Pauls Jonass        |
| 18 marzo     | Unione europea | Valkenswaard        | Pauls Jonass        | Pauls Jonass        | Pauls Jonass        |
| 25 marzo     | Spagna         | Redsand             | Pauls Jonass        | Pauls Jonass        | Pauls Jonass        |
| 8 aprile     | Italia         | Pietramurata        | Jorge Prado García  | Thomas Covington    | Jorge Prado García  |
| 15 aprile    | Portogallo     | Águeda              | Jorge Prado García  | Jorge Prado García  | Jorge Prado García  |
| 1º maggio    | Russia         | Orlyonok            | Pauls Jonass        | Pauls Jonass        | Pauls Jonass        |
| 13 maggio    | Lettonia       | Ķegums              | Thomas Kjer Olsen   | Jorge Prado García  | Thomas Kjer Olsen   |
| 20 maggio    | Germania       | Teutschenthal       | Pauls Jonass        | Jorge Prado García  | Jorge Prado García  |
| 3 giugno     | Regno Unito    | Matterley Basin     | Pauls Jonass        | Pauls Jonass        | Pauls Jonass        |
| 10 giugno    | Francia        | Saint-Jean-d'Angély | Thomas Covington    | Jorge Prado García  | Jorge Prado García  |
| 17 giugno    | Italia         | Ottobiano           | Thomas Covington    | Jorge Prado García  | Jorge Prado García  |
| 1º luglio    | Indonesia      | Pangkal Pinang      | Thomas Covington    | / Calvin Vlaanderen | / Calvin Vlaanderen |
| 8 luglio     | Indonesia      | Semarang            | Pauls Jonass        | Jorge Prado García  | Jorge Prado García  |
| 22 luglio    | Rep. Ceca      | Loket               | / Calvin Vlaanderen | Jorge Prado García  | Jorge Prado García  |
| 5 agosto     | Belgio         | Lommel              | Jorge Prado García  | Jorge Prado García  | Jorge Prado García  |
| 19 agosto    | Svizzera       | Frauenfeld          | Pauls Jonass        | Jorge Prado García  | Jorge Prado García  |
| 26 agosto    | Bulgaria       | Sevlievo            | Pauls Jonass        | Jorge Prado García  | Jorge Prado García  |
| 2 settembre  | Turchia        | Afyonkarahisar      | Thomas Covington    | Pauls Jonass        | Thomas Covington    |
| 16 settembre | Paesi Bassi    | Assen               | Jorge Prado García  | Jorge Prado García  | Jorge Prado García  |
| 30 settembre | Italia         | Imola               | Jorge Prado García  | Jorge Prado García  | Jorge Prado García  |

### Classifiche finali

#### Piloti
| Pos. | Pilota              | Moto      | Punti |
| ---- | ------------------- | --------- | ----- |
| 1º   | Jorge Prado García  | KTM       | 873   |
| 2º   | Pauls Jonass        | KTM       | 777   |
| 3º   | Thomas Kjer Olsen   | Husqvarna | 673   |
| 4º   | Ben Watson          | Yamaha    | 603   |
| 5º   | Thomas Covington    | Husqvarna | 599   |
| 6º   | / Calvin Vlaanderen | Honda     | 543   |
| 7º   | Michele Cervellin   | Yamaha    | 397   |
| 8º   | Jago Geerts         | Yamaha    | 392   |
| 9º   | Hunter Lawrence     | Honda     | 353   |
| 10º  | Henry Jacobi        | Husqvarna | 343   |

#### Costruttori
| Pos. | Costruttore | Punti |
| ---- | ----------- | ----- |
| 1º   | KTM         | 968   |
| 2º   | Husqvarna   | 812   |
| 3º   | Honda       | 691   |
| 4º   | Yamaha      | 679   |
| 5º   | Kawasaki    | 457   |
| 6º   | TM          | 119   |